# رودريغينيو مارينيو
رودريجو إدواردو كوستا مارينيو (ولد في 27 مارس 1988) (بالبرتغالية: Rodrigo Eduardo Costa Marinho‏) ، المعروف باسم رودريجينيو، هو لاعب كرة قدم برازيلي محترف يلعب كلاعب خط الوسط المهاجم لنادي الأهرام سبورت المصري .
بدأ رودريجينيو مسيرته المهنية مع نادي أيه بي سي في عام 2007. بعد فتراته مع نادي براغانتينو و أميريكا مينيرو ، انضم إلى كورينثيانز في عام 2013. في موسم 2017 ، أصبح هداف فريقه مع 11 أهداف. بدأ رودريجينيو مشاركته الدولية مع المنتخب البرازيلي في 25 يناير 2017 ، ضد كولومبيا.

## الأندية
ولد رودريجينيو في ناتال ، ريو غراندي دو نورتي ، وبدأ حياته المهنية مع نادي أيه بي سي في عام 2007. ومع ذلك ، كان وقت لعبه محدودًا واعتبره لاعبًا محترفًا في كرة القدم الخماسية. في 20 نوفمبر 2009 ، انتقل إلى نادي براغانتينو ، حيث حصل النادي على 30٪ من حقوقه. بداية غير متنازع عليها ، كما ظهر بانتظام للاحتياطي.
في 11 مايو 2011 ، انتقل رودريجينيو إلى أميريكا مينيرو بعد الموافقة على صفقة من شأنها أن تبقيه في النادي حتى نهاية عام 2012 بطولة مينيرو . بعد 11 يومًا ، شارك لأول مرة مع فريقه الأول في مباراة بالدوري أمام إسبورتي كلوب باهيا . سجل هدفا في الفوز 2-1. في 30 يوليو 2013 ، سجل هاتريك ثلاثة أهداف خلال تمريرة 5-0 على نادي ريسيف الرياضي . في أغسطس ، لعب مائة مباراة له مع كويلو في تعادل 1-1 ضد أمريكا فيوتيبول كلوب (RN) على الرغم من أن النادي أعلن في سبتمبر / أيلول انتقال رودريغينهو إلى نادي الجيش القطري . ، لم تتحقق الصفقة وقد تبين لاحقًا أن مشكلة الحصول على تأشيرة العمل كانت السبب وراء إلغاء الصفقة. ومع ذلك ، ساهم رودريجينو ب 25 هدفاً في 103 مباراة للفريق.
وانتقل رودريجينيو إلى نادي نادي كورينثيانز في 30 سبتمبر 2013 مقابل 4 ملايين دولار مع حصول النادي على 60٪ من حقوقه. وفي الشهر التالي ، ظهر لأول مرة في مباراة تعادل 0-0 أمام كلوب أتلتيكو مينيرو .
في 14 أبريل 2014 ، انضم رودريجينيو إلى غريميو بورتو أليغرينزي في صفقة اعاره طويل الموسم. ومع ذلك ، بعد نادرا ما يستخدم ، غادر النادي في 30 سبتمبر. بعد ذلك بيومين ، تم إقراضه إلى نادي الشارقة الرياضي الإماراتي بموجب اتفاقية قرض يونيو 2015 ؛ الانضمام إلى ثلاثة مواطنين برازيليين في النادي.
بعد أن كان على كواكب العديد من الأندية الأوروبية منذ يوليو 2016 ، رفض كورينثيانز عرضًا من نادي فنربخشه التركي في يناير 2017 ، لتأمين خدمات رودريغينهو. في موسم 2017 ، أصبح هداف النادي المشترك مع 11 هدفاً ، حيث فاز فريقه ب الدوري الإيطالي و باوليستا .
في 21 يوليو 2018 ، أعلن فريق الأهرام سبورت المصري عن توقيع رودريغينيو.

## دوليا
في يناير 2017 ، تم استدعاء رودريجينيو إلى المنتخب الوطني لمباراة ودية ضد كولومبيا .  ظهر لأول مرة على مستوى العالم في تلك المباراة يوم 26 يناير.

## الحياة الشخصية
في سبتمبر 2012 ، تعرض رودريجينيو لحادث سيارة بعد أن فقد السيطرة على السيارة. على الرغم من أنه نفى أن يكون ثملاً ، فقد قبل بحقيقة أن رخصة قيادته قد انتهت عندما كان يقود السيارة.

## إحصاءات
| النادي         | مواسم      | الدوري                          | الدوري | الدوري | دوري | دوري  | كأس | كأس   | كوب | كوب   | مجموع | مجموع |
| النادي         | مواسم      | مسمي الدوري                     | لعب    | اهداف  | لعب  | اهداف | لعب | اهداف | لعب | اهداف | لعب   | اهداف |
| -------------- | ---------- | ------------------------------- | ------ | ------ | ---- | ----- | --- | ----- | --- | ----- | ----- | ----- |
| اي بي سي       | 2009       | الدوري البرازيلي الدرجة الثانية | 6      | 0      | 0    | 0     | 0   | 0     | —   | —     | 6     | 0     |
| براغانتينو     | 2010       | الدوري البرازيلي الدرجة الثانية | 29     | 8      | 18   | 2     | 0   | 0     | —   | —     | 47    | 10    |
| براغانتينو     | 2011       | الدوري البرازيلي الدرجة الثانية | 0      | 0      | 18   | 1     | 0   | 0     | —   | —     | 18    | 1     |
| براغانتينو     | مجموع      | مجموع                           | 29     | 8      | 36   | 3     | 0   | 0     | —   | —     | 65    | 11    |
| أميريكا مينيرو | 2011       | الدوري البرازيلي الدرجة الأولي  | 36     | 6      | 0    | 0     | 0   | 0     | —   | —     | 36    | 6     |
| أميريكا مينيرو | 2012       | الدوري البرازيلي الدرجة الثانية | 22     | 4      | 13   | 2     | 4   | 0     | —   | —     | 39    | 6     |
| أميريكا مينيرو | 2013       | Série B                         | 17     | 8      | 6    | 1     | 6   | 1     | —   | —     | 29    | 10    |
| أميريكا مينيرو | مجموع      | مجموع                           | 75     | 18     | 19   | 3     | 10  | 1     | —   | —     | 104   | 22    |
| كورينثيانز     | 2013       | الدوري البرازيلي الدرجة الأولي  | 8      | 0      | 0    | 0     | 0   | 0     | —   | —     | 8     | 0     |
| كورينثيانز     | 2014       | الدوري البرازيلي الدرجة الأولي  | 0      | 0      | 7    | 0     | 0   | 0     | —   | —     | 7     | 0     |
| كورينثيانز     | 2015       | الدوري البرازيلي الدرجة الأولي  | 12     | 2      | 0    | 0     | 0   | 0     | —   | —     | 12    | 2     |
| كورينثيانز     | 2016       | الدوري البرازيلي الدرجة الأولي  | 29     | 4      | 10   | 3     | 4   | 3     | 6   | 0     | 49    | 10    |
| كورينثيانز     | 2017       | الدوري البرازيلي الدرجة الأولي  | 32     | 3      | 14   | 4     | 5   | 2     | 5   | 2     | 56    | 11    |
| كورينثيانز     | 2018       | الدوري البرازيلي الدرجة الأولي  | 11     | 5      | 15   | 4     | 2   | 0     | 5   | 0     | 33    | 9     |
| كورينثيانز     | مجموع      | مجموع                           | 92     | 14     | 46   | 11    | 11  | 9     | 16  | 2     | 165   | 32    |
| غريميو         | 2014       | الدوري البرازيلي الدرجة الأولي  | 11     | 2      | 0    | 0     | 0   | 0     | 1   | 0     | 12    | 2     |
| نادي الشارقة   | 2014-15    | دوري المحترفين الإماراتي        | 20     | 5      | —    | —     | 8   | 4     | —   | —     | 28    | 9     |
| نادي بيراميدز  | 2018-19    | الدوري المصري                   | 0      | 0      | —    | —     | 0   | 0     | —   | —     | 0     | 0     |
| مجموع الكل     | مجموع الكل | مجموع الكل                      | 226    | 45     | 101  | 17    | 29  | 10    | 17  | 2     | 373   | 74    |

1. ↑  "معلومات عن رودريغينيو مارينيو على موقع transfermarkt.com". transfermarkt.com. مؤرشف من الأصل في 2019-11-17.
2. ↑  "معلومات عن رودريغينيو مارينيو على موقع scoresway.com". scoresway.com. مؤرشف من الأصل في 2018-02-26.
3. ↑  "معلومات عن رودريغينيو مارينيو على موقع worldfootball.net". worldfootball.net. مؤرشف من الأصل في 2020-10-29.

## روابط خارجية
- رودريغينيو مارينيو على موقع قاعدة بيانات كرة القدم.إي يو (الإنجليزية)
- رودريغينيو مارينيو على موقع Soccerway.com (الإنجليزية)
- رودريغينيو مارينيو على موقع عالم كرة القدم.نت (الإنجليزية)